# Kuçovë
Kuçovë é uma cidade e município (em albanês:  bashkia) da Albânia capital do distrito de Kuçovë, prefeitura de Berat.